# Прикрашена черепаха техаська
Прикрашена черепаха техаська (Pseudemys texana) — вид черепах з роду Прикрашені черепахи родини Прісноводні черепахи. Інша назва «техаська річкова черепаха».

## Опис
Загальна довжина карапаксу коливається від 25,3 до 33 см. Спостерігається статевий диморфізм: самиці більші за самців, при цьому вони мають більш видовжену форму панцира. Самиці навпаки більш круглі й короткі. Голова середнього розміру. Карапакс доволі плаский, овальної форми. По середині проходить слабко розвинений кіль. На лапах присутні плавальні перетинки.
Голова, кінцівки та хвіст мають темно-коричневе або чорне забарвлення з білими або блідо-жовтими смугами. Карапакс оливково-коричневий з візерунком з жовтих кіл, ліній. Пластрон жовтий з малюнком з темних ліній.

## Спосіб життя
Полюбляє річки, іригаційні канали і водосховища. Харчується рибою, молюсками, комахами та водними рослинами.
Самці стають статевозрілими у 3 роки, самиці — у 6 і більше років. Відкладання яєць зазвичай буває у травні—червні. Гнізда зазвичай бувають 10,2—12,7 см завглибшки. Яйця білого кольору мають еліпсоїдну форму розміром 39,2—43,3x26,2—29,4 мм. Черепашенята з'являються у серпні і вересні. У них більше яскраве забарвлення, ніж у дорослих особин, з великою кількістю жовтих смужок, кружечків.

## Розповсюдження
Мешкає у Техасі (США): уздовж річки Колорадо, а також у південних й центральних районах штату.